# Cinéma Caméo
Pour les articles homonymes, voir Cameo.
Le cinéma Caméo est un bâtiment de style Art déco édifié par l'architecte Gaston Ide à Bruxelles en Belgique.
Avec le cinéma Eldorado de la place de Brouckère, le cinéma Métropole de la rue Neuve, le Théâtre de la Gaîté et l'ancien cabaret Chez Paul au Gaity de la rue du Fossé aux Loups, le Caméo a participé à la « tradition de lieu de délassement et de plaisir de jour et de nuit » de la place de Brouckère et de ses environs. 

## Localisation
Cet ancien cinéma est situé au numéro 10-12 de la rue du Fossé aux Loups, à l'angle de l'impasse du Cheval et à quelques dizaines de mètres de la place de Brouckère et de la rue Neuve, lieux où l'on trouve deux autres célèbres cinémas bruxellois de style Art déco, le cinéma Eldorado (édifié par Marcel Chabot) et le cinéma Métropole (édifié par Adrien Blomme).

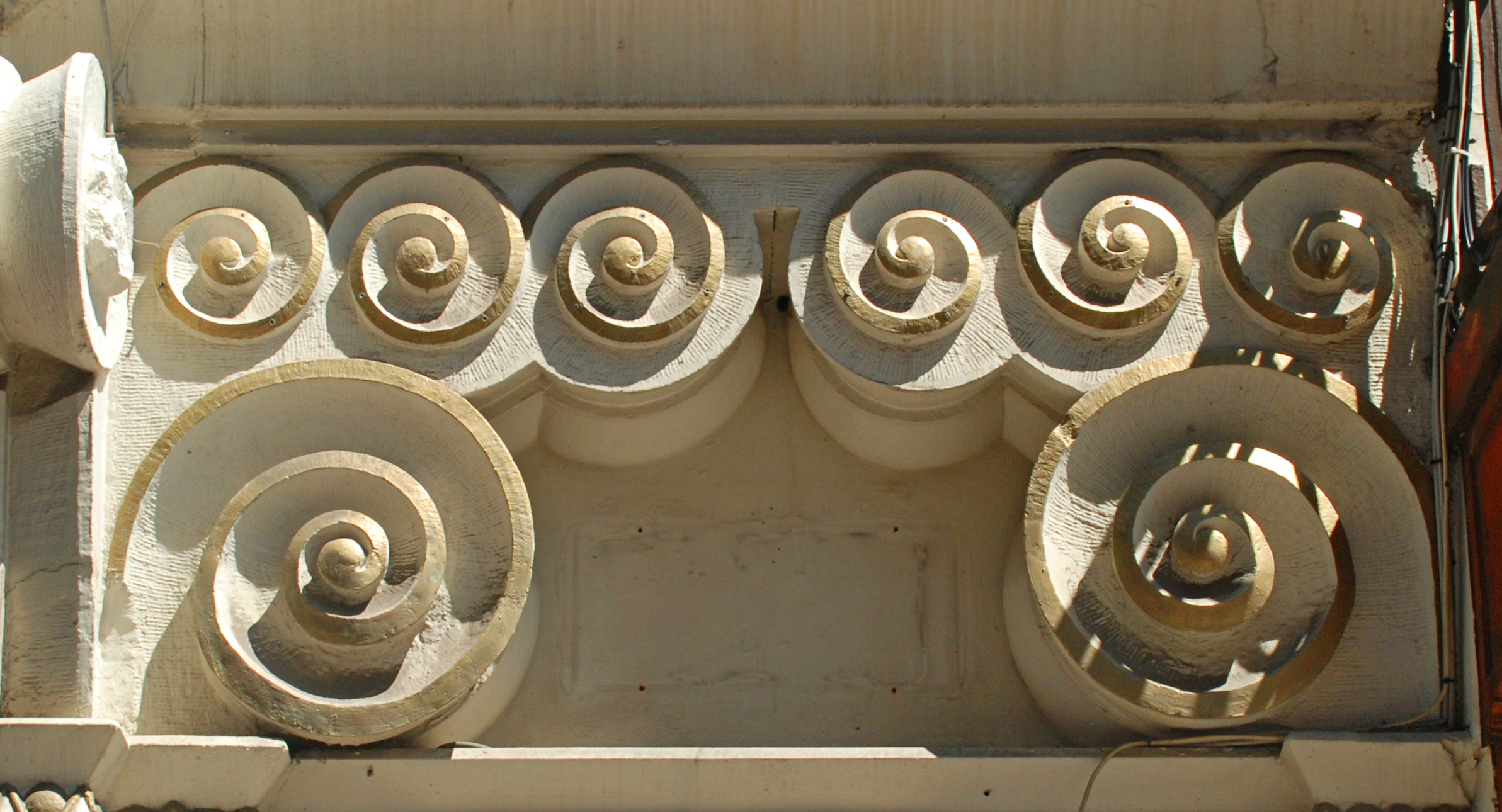
Les spirales qui surmontent la porte de l'ancien cabaret-dancing.

## Historique
C'est en 1925-1926 que l'architecte Gaston Ide, qui a également conçu le foyer du Théâtre du Vaudeville dans les Galeries royales Saint-Hubert, édifie le cinéma Caméo,,,,.
Le cinéma est complété au sous-sol par un cabaret-dancing, le « bar du Caméo », réalisé en 1932 dans le style moderniste par Moonens et le peintre Ramah (Henri-François Raemaekers).
Jusqu'au milieu des années 1950, ce cinéma de quartier a été la propriété de la Metro-Goldwyn-Mayer : depuis les années 1930, le Caméo programmait tous les grands classiques de la MG,. Un des premiers films projeté fut Ben Hur avec Ramon Novarro,.
En 1980, après une courte carrière dans le cinéma pornographique,, le cinéma est rénové intérieurement et divisé en deux salles : il devient une salle duplex qui projette les sorties grand public du moment,.
Le cinéma ferme définitivement en 1991,,.
Actuellement, le bâtiment est reconverti en une salle de jeux, qui conserve le nom Caméo.
Malgré son style Art déco, l'ancien Cinéma Caméo ne fait l'objet d'aucune mesure de classement, contrairement à l'ancien cinéma Eldorado.

## Architecture

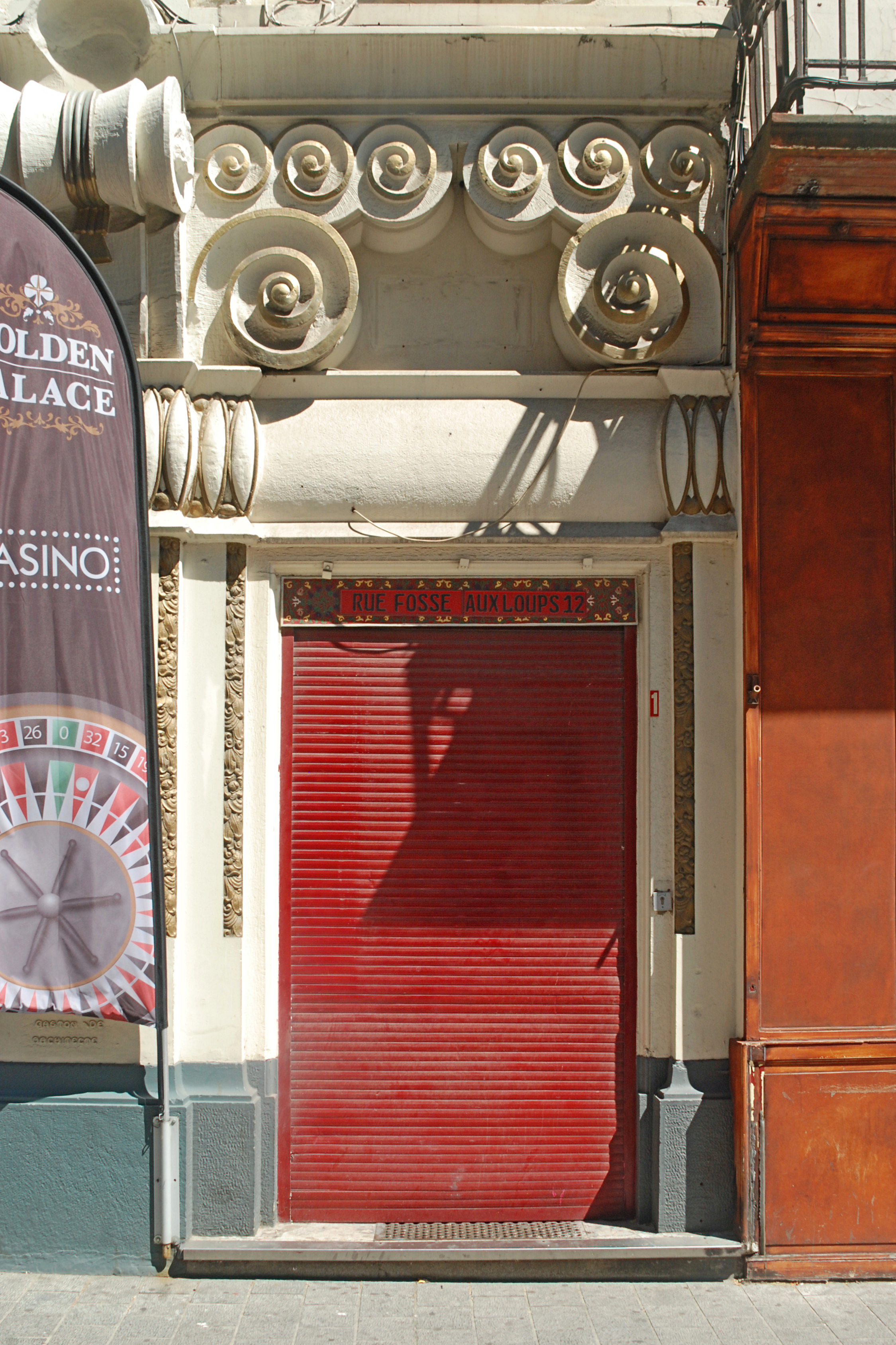
La porte d'entrée de l'ancien cabaret-dancing (avec la signature de Gaston Ide en bas à gauche).

### Structure et maçonnerie
L'ancien cinéma Caméo présente une façade presque aveugle recouverte de simili-pierre enduite et peinte en blanc.
Cette façade présente trois niveaux, dont le dernier est divisé en deux registres.

### Rez-de-chaussée
Le rez-de-chaussée de l'édifice présente deux travées de largeur très différente.
La travée de droite, très étroite et surmontée d'un oculus, correspond à l'entrée de l'ancien cabaret-dancing. Sa porte d'entrée est surmontée d'un tympan orné de volutes blanches à tranche dorée. Comme le montrent certaines photos anciennes, ce tympan affichait jadis la mention « Disco ».
La travée principale, beaucoup plus large, correspond à l'ancien cinéma. Elle est flanquée de deux pilastres agrémentés de frises verticales ornées de motifs végétaux dorés. Chacun de ces pilastres porte un chapiteau orné de perles dorées alternant avec des motifs géométriques en forme de fève blanche aux arêtes dorées. Le pilastre de droite porte la signature de l'architecte : « Gaston Ide Architecte ».
Ces pilastres sont prolongés par des modillons ornés de volutes blanches et or sortant du plan de la façade. Ces pilastres supportent également un large entablement orné d'une frise de fleurs dorées flanquée latéralement de volutes blanches à tranche dorée, semblables à celles de l'entrée de l'ancien cabaret-dancing.

Ornementation Art déco du rez-de-chaussée
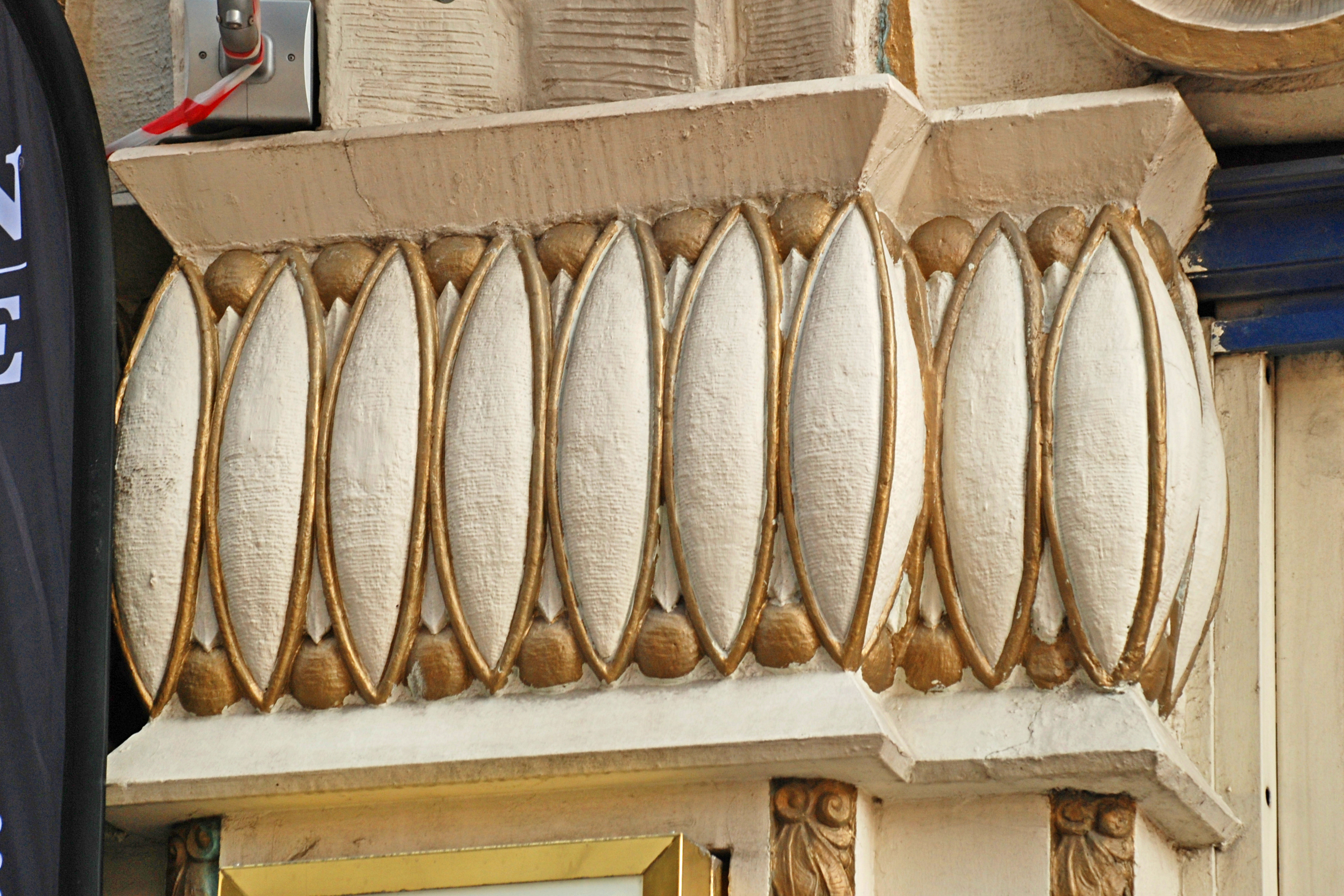
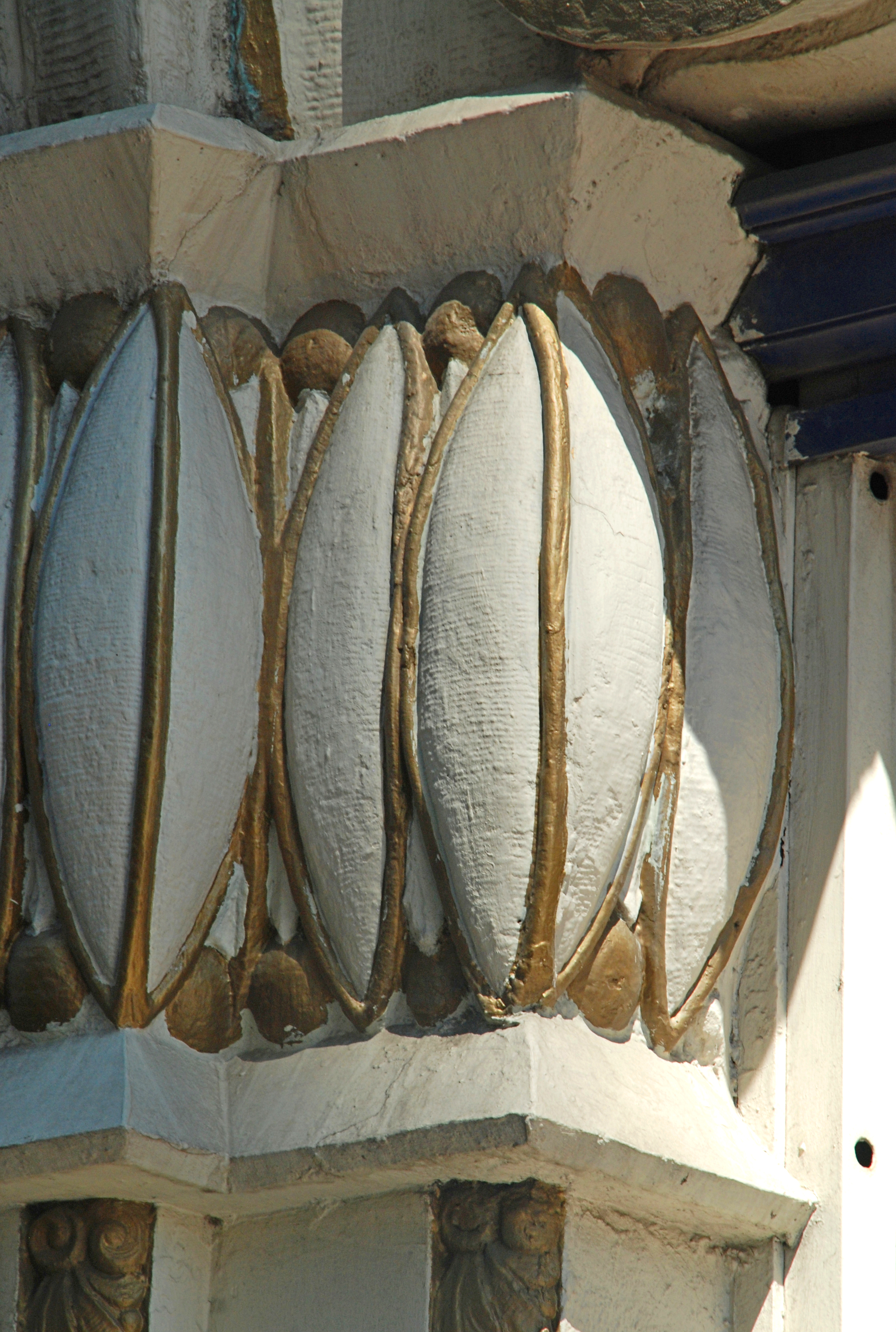
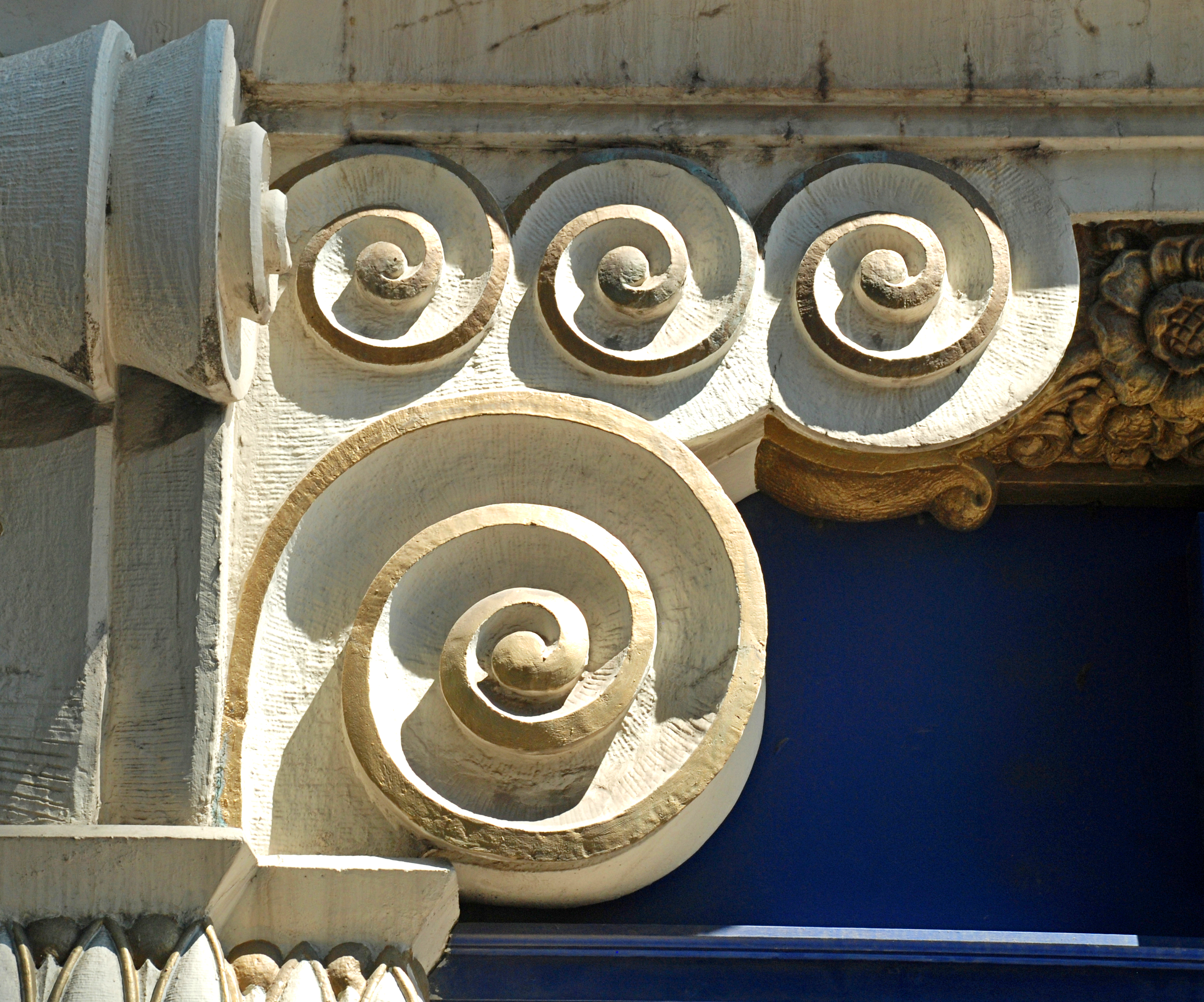

### Premier étage
Le premier étage est « occupé par un large tympan dominant l'entrée, bordé par un cintre à clé orné d'une frise de spirales et encadré par deux imposants modillons à volutes et guirlandes ».
L'angle que l'édifice forme avec l'impasse du Cheval est orné d'un cartouche ovale portant le nom du cinéma.

Ornementation du premier étage
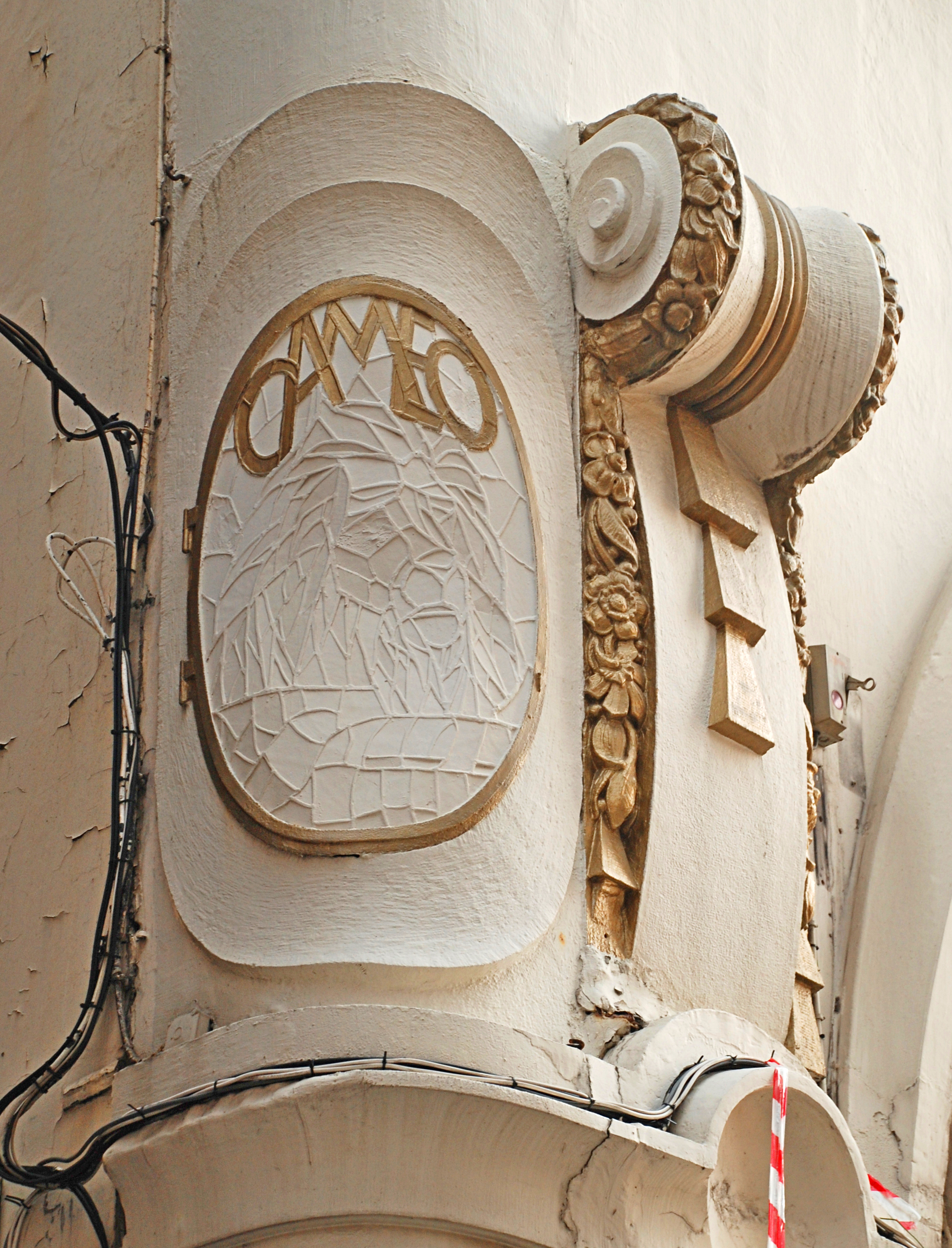
Cartouche.
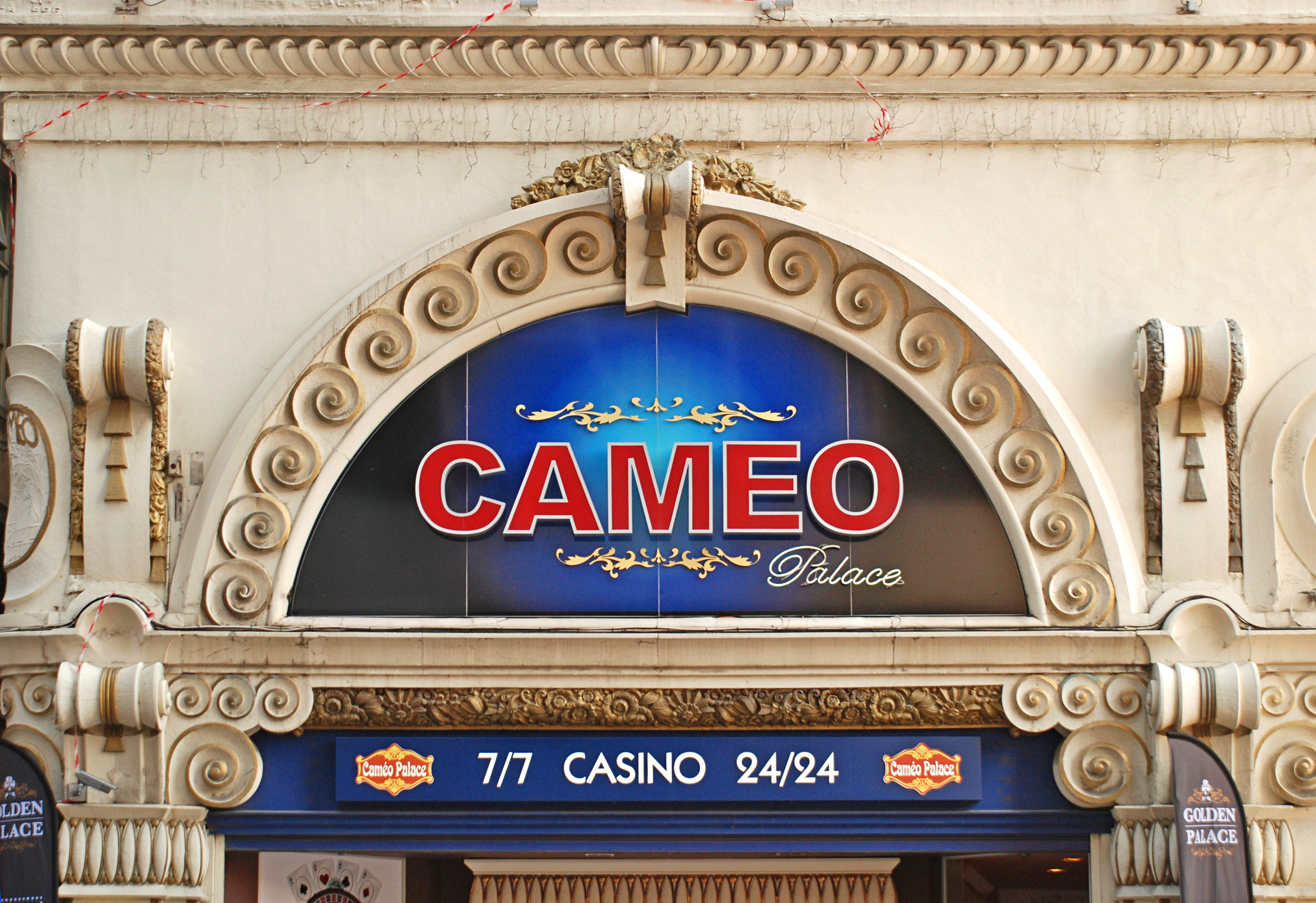
Le tympan cintré.
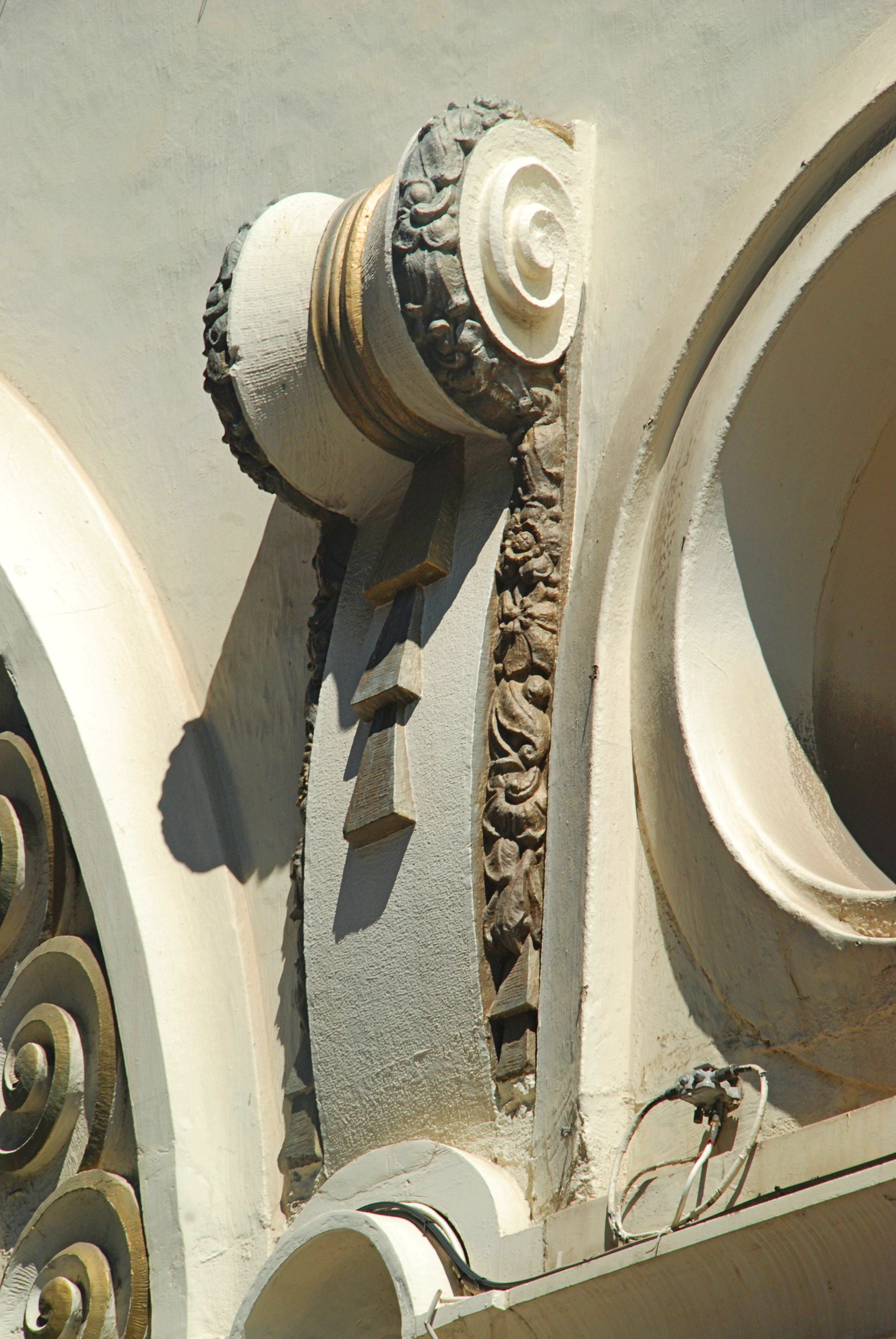
Modillon à volutes.

### Deuxième étage
Le deuxième étage est séparé du premier par une bandeau de pierre souligné par une frise annelée, au-dessus desquels on aperçoit, à gauche, un cartouche illisible et, à droite, un cartouche marqué « Jos.Sterckx Entrepreneur ». 
Cet étage comporte deux registres faits de compartiments qui étaient probablement destinés à accueillir les publicités des films projetés. Ces deux registres, rythmés verticalement par deux pilastres, sont séparés l'un de l'autre par une frise « interrompue dans l'axe de l'entrée par un cartouche portant l'inscription CAMEO ».
La façade se termine par une série de trous de boulin fermés chacun par un cache-boulin hexagonal.

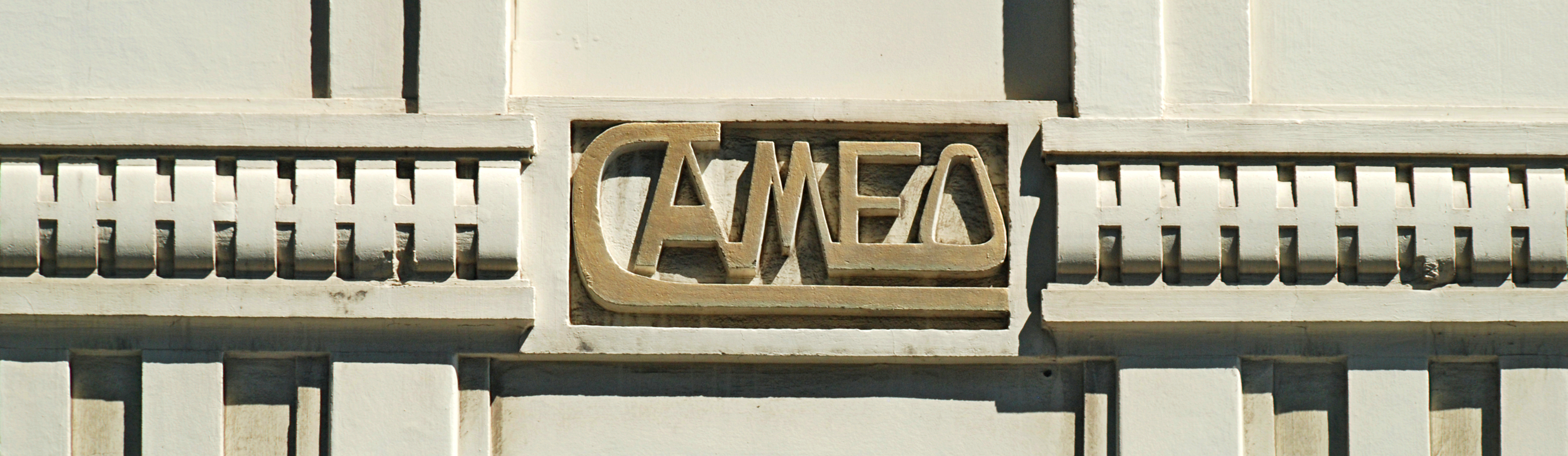
La frise ornée d'un cartouche portant le nom du cinéma.

## Accessibilité
| ___ | Ce site est desservi par la station de métro : De Brouckère. |